# Resolució 1218 del Consell de Seguretat de les Nacions Unides
La Resolució 1218 del Consell de Seguretat de les Nacions Unides fou adoptada per unanimitat el 22 de desembre de 1998.
Després de reafirmar totes les resolucions sobre la situació a Xipre, el Consell va dirigir el procés de pau al voltant del conflicte de Xipre i va instar a ambdues parts a cooperar amb el Secretari General.
El Consell de Seguretat va expressar la seva preocupació per la manca de progrés cap a un acord polític general a Xipre. Va donar suport a la iniciativa del secretari general Kofi Annan per reduir la tensió que promogués el progrés a l'illa entre la República de Xipre i Xipre del Nord i va encomiar a ambdues parts pels seus esforços constructius. Es va instar al Secretari General a continuar els objectius tenint en compte Resolució 1178 (1998) i treballar intensivament sobre els següents temes:
(a) Restauració d'amenaces o ús de la violència;
(b) Limitar i reduir la presència de tropes estrangeres a l'illa;
(c) Propostes d'implementació recomanades per la Força de les Nacions Unides pel Manteniment de la Pau a Xipre per reduir les tensions al llarg de la Línia Verda.
(d) Avançar en la reducció de la tensió;
(e) Progrés en qüestions de fons;
(f) Altres mesures per construir cooperació i confiança.
Es va instar a ambdues parts a complir els assumptes esmentats i es va demanar al Secretari General que mantingués actualitzat el Consell sobre el progrés.